# Том Еверетт Скотт
Том Еверетт Скотт (англ. Tom Everett Scott; нар. 7 вересня 1970) — американський актор, найбільш відомий за головними ролями барабанщика Гая Паттерсона у фільмі «Те, що ти робиш!» і Енді у фільмі «Американський перевертень у Парижі».

## Кар'єра
Вперше знявся 1993 року в епізоді серіалу «Закон і порядок» і рекламі зубної пасти «Crest». Першою помітною роллю Скотта була роль Метью протягом кількох сезонів у ситкомі «Грейс у вогні».
1996 року отримав роль Гая Паттерсона у фільмі «Те, що ти робиш!». Після цього
він зіграв головну роль у фільмах «Американський перевертень у Парижі» та «Самогубство в коледжі», а також знявся разом із Кейт Кепшоу та Томом Селлеком у «Любовному листі». 2000 року зіграв роль у культовому фільмі «У топці». 2004 року виконав головну роль у телефільмі «Різдвяна пригода». В наступні роки знімався в другорядних і епізодичних ролях у фільмах, виконував ролі повторюваних персонажів в телесеріалах, грав другорядні ролі в телешоу. Він також зіграв детектива Рассела Кларка в сімнадцяти епізодах телесеріалу «Південна територія».

## Фільмографія
| Рік        |    | Українська назва                   | Оригінальна назва                  | Роль                                                            |
| ---------- | -- | ---------------------------------- | ---------------------------------- | --------------------------------------------------------------- |
| 1993       | с  | Закон і порядок                    | Law & Order                        | Чарльз Вілсон (епізод: "Pride and Joy")                         |
| 1994       | с  |                                    | CBS Schoolbreak Special            | Метт Хансен (епізод: "Love in the Dark Ages")                   |
| 1995—1997  | с  | Грейс у вогні                      | Grace Under Fire                   | Меттью (5 епізодів)                                             |
| 1996       | ф  | Те, що ти робиш!                   | That Thing You Do!                 | Гай Паттерсон                                                   |
| 1997       | ф  | Американський перевертень у Парижі | An American Werewolf in Paris      | Енді Макдермотт                                                 |
| 1998       | ф  | Справжні цінності                  | One True Thing                     | Браян Галден                                                    |
| 1998       | ф  | Самогубство в коледжі              | Dead Man on Campus                 | Джош                                                            |
| 1999       | ф  | Любовний лист                      | The Love Letter                    | Джонні Гавелл                                                   |
| 1999       | ф  |                                    | Top of the Food Chain              | Гай Фокс                                                        |
| 1999       | тф |                                    | Inherit the Wind                   | Бертрам Кейтс                                                   |
| 2000       | ф  | У топці                            | Boiler Room                        | Майкл Брентлі                                                   |
| 2000—2001  | с  |                                    | The Street                         | Джек Т. Кендерсон (12 епізодів)                                 |
| 2001—2002  | с  |                                    | Philly                             | Вілл Фроман (головна роль, 22 епізода)                          |
| 2002       | ф  | Король вечірок                     | Van Wilder                         | Елліот Гребб                                                    |
| 2002—2003  | с  |                                    | Do Over                            | Дорослий Джоел Ларсен (голос, 13 епізодів)                      |
| 2002—2003  | с  | Швидка допомога                    | ER                                 | Ерік Виценскі (8 епізодів)                                      |
| 2003       | с  | Вілл і Грейс                       | Will & Grace                       | Алекс (епізод: "Strangers with Candice")                        |
| 2004       | тф | Різдвяна пригода                   | Karroll's Christmas                | Аллен Керролл                                                   |
| 2004       | мф |                                    | Justice League Unlimited           | Золотий Бустер (голос, епізод: "The Greatest Story Never Told") |
| 2005       | с  |                                    | Stacked                            | Гевін П. Міллер (епізод: "Unaired Pilot")                       |
| 2005       | ф  |                                    | Sexual Life                        | Тодд                                                            |
| 2006       | с  |                                    | Saved                              | Ваят Коул (головна роль, 13 епізодів)                           |
| 2006       | ф  | Принци повітря                     | Air Buddies                        | Бадді (голос)                                                   |
| 2007       | ф  |                                    | Because I Said So                  | Джейсон Грант                                                   |
| 2008       | ф  |                                    | Snow Buddies                       | Бадді (голос)                                                   |
| 2008       | с  |                                    | Cashmere Mafia                     | Джек Каттінг (3 епізода)                                        |
| 2008       | с  | Сини анархії                       | Sons of Anarchy                    | Розен (3 епізода)                                               |
| 2008—2009  | с  | Закон і порядок                    | Law & Order                        | Губернатор Дональд Шалвой (4 епізода)                           |
| 2009       | ф  | Відьмина гора                      | Race to Witch Mountain             | Містер Метісон                                                  |
| 2009       | ф  |                                    | Tanner Hall                        | Джіо                                                            |
| 2009       | мф | Бетмен: Відважний і сміливий       | Batman: The Brave and the Bold     | Золотий Бустер (голос)                                          |
| 2009—2013  | с  | Південна територія                 | Southland                          | Расселл Кларк (головна роль, 17 епізодів)                       |
| 2011       | ф  | Мами застрягли на Марсі            | Mars Needs Moms                    | Тато (голос)                                                    |
| 2012       | ф  | Обережно! Предки в хаті            | Parental Guidance                  | Філ Сіммонс                                                     |
| 2012       | ф  |                                    | Santa Paws 2: The Santa Pups       | Лапи Санти (голос)                                              |
| 2013       | ф  | Близько вороги                     | Enemies Closer                     | Генрі Тейлор                                                    |
| 2013       | тф | Катастрофа на День незалежності    | Independence Daysaster             | Сем Гарсетт                                                     |
| 2014       | тф |                                    | Love Finds You in Sugarcreek, Ohio | Джо Метьюз / Міка Меттіас                                       |
| 2014       | с  | Красуня і чудовисько               | Beauty & the Beast                 | Сем Лендон (5 епізодів)                                         |
| 2014       | с  | Нація Z                            | Z Nation                           | Чарльз Гарнетт (6 епізодів)                                     |
| 2015       | с  | Як уникнути покарання за вбивство  | How to Get Away with Murder        | Отець Ендрю Кроуфорд (епізод: "The Night Lila Died")            |
| 2015       | с  | Криміналісти: мислити як злочинець | Criminal Minds                     | Грег Салліван (епізод: "Beyond Borders")                        |
| 2015       | ф  |                                    | Bravetown                          | Містер Метісон                                                  |
| 2015—2016  | с  |                                    | Scream                             | Кевін Дюваль (6 епізодів)                                       |
| 2015—2016  | с  | Царство                            | Reign                              | Вільям Сесіл (6 епізодів)                                       |
| 2016       | ф  | Ла-Ла Ленд                         | La La Land                         | Девід                                                           |
| 2016       | с  | Елементарно                        | Elementary                         | Генрі Баскервіль (епізод: "Hounded")                            |
| 2016       | тф |                                    | Sister Cities                      | Шеф Бартон Брейді                                               |
| 2017       | ф  |                                    | The Last Word                      | Рональд Одом                                                    |
| 2017—2019  | с  | 13 причин чому                     | 13 Reasons Why                     | Містер Даун (8 епізодів)                                        |
| 2017—2019  | с  |                                    | I'm Sorry                          | Майк Гарріс (головна роль, 20 епізодів)                         |
| 2018       | ф  |                                    | Danger One                         | Дін                                                             |
| 2019       | с  | Бог зафрендив мене                 | God Friended Me                    | Пол Левін (епізод: "Prophet and Loss")                          |
| 2020       | ф  |                                    | Clouds                             | Роб Собех                                                       |
| 2020       | ф  |                                    | Sister of the Groom                | Ітан                                                            |
| 2020       | с  |                                    | The Healing Powers of Dude         | Марвін Ферріс (головна роль)                                    |
| 2021       | ф  |                                    | Finding You                        | Монтгомері Раш                                                  |
| 2022—т. ч. | с  | Літо, коли я погарнішала           | The Summer I Turned Pretty         | Адам Фішер                                                      |
| 2023       | ф  | Ще одне справжнє кохання           | One True Loves                     | Майкл                                                           |